# J. F. Gerhard Goeters
Johann Friedrich Gerhard Goeters (né le 1er avril 1926 à Bonn et mort le 20 août 1996 dans la même ville) est un théologien réformé allemand et historien de l'Église.

## Biographie
Goeters grandit à Bonn et Münster et est le fils de l'historien de l'Église Wilhelm Goeters (de). Après le service militaire et la captivité, au cours desquels il passe ses examens d'Abitur dans le camp d'études Norton Camp (de) fondé par Birger Forell (de), il étudie la théologie protestante à Bonn, Göttingen, Tübingen, Zurich et Bâle à partir de 1948 et obtient son doctorat en 1957 à Zurich (avec Fritz Blanke (de)) avec une thèse sur le spiritualiste et anti-trinitaire Ludwig Hätzer (de). En tant qu'employé de l'Institut de droit canonique évangélique de Göttingen, il participe à l'édition des règlements de l'Église protestante du XVIe siècle et complète son habilitation en 1963 par une thèse sur les règlements ecclésiastiques du Palatinat électoral (publiée en 1969) à l'Université de Bonn sur le thème de l'histoire de l'Église. En 1967, il est nommé à l'Université de Münster. En 1970, il retourne à Bonn, où il succède à Ernst Bizer (de) comme professeur d'histoire moderne de l'Église, poste qu'il occupe jusqu'à sa retraite en 1991. Au cours de l'année universitaire 1974/75 et du semestre d'hiver 1985/86 au semestre d'hiver 1987/88, il est doyen de la Faculté de théologie protestante, depuis 1986 dans le conflit entre l'Université de Bonn et le gouvernement de l'État concernant une nouvelle constitution universitaire telle que définie par le commissaire d'État de Rhénanie-du-Nord-Westphalie nommé par la ministre westphalienne de la science et de la recherche, Anke Brunn.
Ses recherches se sont concentrées sur l'histoire de l'Église protestante de Rhénanie (où il est également membre du synode d'État), l'histoire de la Réforme et en particulier des anabaptistes, du piétisme, de l'Union prussienne et des réformés en Allemagne. En 1955, avec le théologien mennonite Heinold Fast (de), Goeters découvre dans la Bibliothèque de la Bourgeoisie de Berne ce qu'on appelle le livre d'art, une collection d'écrits des débuts du mouvement anabaptiste rassemblée au XVIe siècle par Jörg Propst Rothenfelder (de).
Depuis 1968, Goeters est membre à part entière de la Commission historique de Westphalie. De 1985 à 1996, il est membre de la Commission permanente des ordres ecclésiastiques et des questions juridiques du Synode de l'État rhénan.
Goeters est marié et a trois filles. Son frère Hermann Schürhoff-Goeters (né en 1928), pharmacien à Mönchengladbach-Rheydt, est depuis 1987 membre de longue date de la direction de l'Église évangélique de Rhénanie et l'un de ses représentants au conseil de surveillance de la Banque pour l'Église et la Diaconie (de).

## Anecdote
Goeters n'a pas de permis de conduire. Lors de ses excursions dans la Basse-Rhénanie, il se déplace le plus souvent à vélo. Ce n'est qu'à l'âge de 30 ans qu'il devient actif au sein de l'association étudiante Bonner Wingolf (de). En tant que « Doc Goeters », il était un orateur de cérémonie très apprécié. Il s'est beaucoup engagé pour la maison d'études protestante Maison Adolf-Clarenbach (de).

## Travaux majeurs
- Ludwig Hätzer (ca 1500 bis 1529): Spiritualist und Antitrinitarier. Eine Randfigur der frühen Täuferbewegung. 1957.
- Die Beschlüsse des Weseler Konvents von 1568. 1968.
- Die Akten der Synode der Niederländischen Kirchen zu Emden. Vom 4.–13. Okt. 1571. 1971.
- Die Geschichte der Evangelischen Kirche der Union. Ein Handbuch, 3 Bände. Hrsg. gemeinsam avec Joachim Rogge. 1992–1999.
- Der reformierte Pietismus in Deutschland 1650–1690. Dans: Geschichte des Pietismus Bd. 1, 1993, p. 241–277.
- Der reformierte Pietismus in Bremen und am Niederrhein im 18. Jahrhundert. Dans: Geschichte des Pietismus Vol. 2, 1995, p. 372–427.
- Studien zur niederrheinischen Reformationsgeschichte (dir. Dietrich Meyer (de)). 2002 (avec Bibliographie).
- Beiträge zur Union und zum reformierten Bekenntnis (dir. Heiner Faulenbach et Wilhelm Heinrich Neuser (de)). 2006.